# 斗山世界大百科事典
斗山世界大百科事典（ドゥサンせかいだいひゃっかじてん）は斗山東亜が出版する朝鮮語の百科事典。2008年6月時点で約23万9700項目の文書、63万枚以上の写真資料、97万4700枚以上のコミュニティ写真を保有している。

## 概要
この百科事典は1982年に東亜出版社により出版された、全30巻の東亜原色世界大百科事典を基にしている。東亜出版は1985年に斗山グループ子会社の斗山東亜に買収された。 1996年に完全改定された全30冊の斗山世界大百科事典が出版され、その後CD-ROM版が出版された。2000年にはインターネットサービスサイトEnCyberを開始した。しかし、インターネット時代の到来と違法コピーの横行で紙本とCD-ROM版の出版を中止。現在はインターネット上で無料で資料を提供している。

## EnCyber
オンライン版百科事典EnCyberの名前はEncyclopediaとCyberの合成で、「生きた知識の中心」を目指す斗山世界大百科事典固有の商標。EnCyberは韓国ポータルサイトのネイバーなどを通して、内容を無料で読めるようにしている。ネイバーが韓国の検索エンジン市場でトップに躍り出ることができたのは一部百科事典のおかげでもある。2003年にネイバーが斗山東亜と独占契約を結んだとき、数十億ウォンのロイヤルティーを支払ったと言われている。
百科事典の記事はあらゆる世代を教育することを目的としている。韓国の大手百科事典として扱われており、2009年現在では韓国最大のオンライン百科事典となっている。